# Phiale ortrudae
Phiale ortrudae är en spindelart som beskrevs av Galiano 1981. Phiale ortrudae ingår i släktet Phiale och familjen hoppspindlar. Inga underarter finns listade i Catalogue of Life.